# اخوم
اخوم (به لاتین: Akhum) یک روستا در ارمنستان است که در استان تاووش واقع شده‌است.  در  کیلومتری شمال ایجوان، مرکز استان تاووش واقع شده است.